# Новак, Бенджамин Джозеф
Бе́нджамин Джо́зеф Ма́нали Но́вак (англ. Benjamin Joseph Manaly Novak; род. 31 июля 1979) — американский актёр, сценарист и продюсер.

## Биография
Новак родился и вырос в городе Ньютон, в пригороде Бостона, штат Массачусетс, в еврейской семье. Закончил ту же школу, что и Джон Красински.
Номинант на премии «Эмми» за роль в сериале «Офис», при создании которого выступал как актёр, сценарист и исполнительный сопродюсер. Участвовал в шоу «Поздняя ночь с Конаном О’Брайеном» и «Подстава». В 2009 году сыграл рядового Юдивича из Нью-Йорка в фильме Квентина Тарантино «Бесславные ублюдки».

## Фильмография
| Год       |     | Русское название                       | Оригинальное название            | Роль                        |
| --------- | --- | -------------------------------------- | -------------------------------- | --------------------------- |
| 2003      | с   | Подстава                               | Punk’d                           | подставной актёр            |
| 2003      | тф  | —                                      | The Offensive Show               | н/д                         |
| 2005—2013 | с   | Офис                                   | The Office                       | Райан Ховард                |
| 2006      | ф   | Дети без присмотра                     | Unaccompanied Minors             | стюард                      |
| 2007      | ф   | Немножко беременна                     | Knocked Up                       | молодой доктор              |
| 2007      | ф   | Опустевший город                       | Reign Over Me                    | мистер Фэллон               |
| 2009      | ф   | Бесславные ублюдки                     | Inglourious Basterds             | рядовой Смитсон Ютивич      |
| 2009      | с   | Офис: Утончённая сексуальность         | The Office: Subtle Sexuality     | Райан Ховард / Райан Ховард |
| 2010      | с   | Офис: Наставник                        | The Office: The Mentor           | Райан Ховард / Райан Ховард |
| 2010      | с   | Офис: 3-й этаж                         | The Office: The 3rd Floor        | Райан Ховард                |
| 2011      | с   | Офис: Соседка                          | The Office: The Girl Next Door   | Райан Ховард                |
| 2011      | мф  | Смурфики                               | The Smurfs                       | Бейкер                      |
| 2012      | ф   | Диктатор                               | The Dictator                     | н/д                         |
| 2013      | ф   | Кадры                                  | The Internship                   | мужчина-репортёр            |
| 2013      | ф   | Смурфики 2                             | The Smurfs 2                     | Бейкер                      |
| 2013      | ф   | Спасти мистера Бэнкса                  | Saving Mr. Banks                 | Роберт Шерман               |
| 2013      | с   | Проект Минди                           | The Mindy Project                | Джейми                      |
| 2014      | ф   | Новый Человек-паук: Высокое напряжение | The Amazing Spider-Man 2         | Алистер Смайт               |
| 2014      | с   | Сообщество                             | Community                        | мистер Иджипт               |
| 2014      | с   | Новости                                | The Newsroom                     | Лукас Пруит                 |
| 2015      | мс  | Артур                                  | Arthur                           | Майк «МС» Крамп             |
| 2016      | ф   | Основатель                             | The Founder                      | Гарри Джей Соннеборн        |
| 2016—2018 | с   | Чокнутая бывшая                        | Crazy Ex-Girlfriend              | в роли самого себя          |
| 2019      | тф  | Уровень тревоги: Полночь               | Threat Level Midnight: The Movie | хоккейный тренер            |
| 2020      | с   | Домашний фильм: Принцесса-невеста      | Home Movie: The Princess Bride   | граф Руген                  |
| 2021      | кор | —                                      | Melinda’s Wish                   | Брюс                        |
| 2022      | ф   | Месть                                  | Vengeance                        | Бен Маналовиц               |